# 'Ndrina Bruni
La 'ndrina Bruni è una cosca malavitosa o 'ndrina della 'ndrangheta calabrese di Cosenza.

## Organizzazione
- Michele Bruni (1973–2011), presunto capobastone, arrestato il 10 luglio 2009. Sospettato dell'omicidio di Antonio Paese del 1991[2][3].
- Luca Bruni (1974-2012), presunto capobastone, scomparso il 3 gennaio 2012, il suo corpo venne ritrovato il 18 dicembre 2014[4][5][6].
- Pasquale Bruni, presunto capobastone.
- Francesco Bruni (-1999), detto "Bella Bella", presunto capobastone.

## Storia
- Il 10 luglio 2009 viene arrestato a Grisolia il capobastone Michele Bruni, tra i cento latitanti più pericolosi, latitante dal 22 maggio 2009[2].
- Il 15 dicembre 2010 vengono arrestate 49 persone, tra cui il capobastone che era uscito dal carcere ed era primo giorno di arresti domiciliari e l'ex senatore dell'UDEUR Bonaventura Lamacchia. Sono accusati di traffico di droga, attività estorsive e infiltrazioni in varie attività imprenditoriali[7][8].
- Grazie ai collaboratori Ernesto e Adolfo Foggetti e Mattia Pulicanò si è scoperto che due agenti corrotti avrebbero fornito ad esponenti degli zingari Rango e i Lanzino-Patitucci in carcere telefoni cellulari, droga e messaggi. I fatti sarebbero risalenti agli anni 2013 e 2014. Nell'inchiesta vengono citati anche i Bruni e i Perna[9][10].